# Royal Rumble (1998)
Royal Rumble 1998 est le onzième Royal Rumble, pay-per-view de catch de la World Wrestling Federation. Il s'est déroulé le 18 janvier 1998 au San Jose Arena de San Jose, Californie.

## Résultats
| #                                                          | Résultats | Stipulations                                     | Commentaires | Durée |
| ---------------------------------------------------------- | --- | ------------------------------------------------ | --- | ----- |
| Sunday Night Heat                                          | Vader bat The Artist Formerly Known As Goldust (avec Luna Vachon)                                                  | Match simple                                     | - Vader a effectué le tombé sur Goldust après un Vaderbomb. | 7:51  |
| 1                                                          | Max Mini, Mosaic et Nova battent Battalion, El Torito et Tarantula (avec Sunny en tant qu'arbitre spécial).        | 6-Man Tag Team Match                             | - Max a effectué le tombé sur Torito. | 7:48  |
| 2                                                          | The Rock (c) bat Ken Shamrock par disqualification pour conserver le WWF Intercontinental Championship             | Match simple                                     | - Shamrock à l'origine avait effectué le tombé sur Rock après une belly-to-belly suplex. Cependant après s'être fait convaincre par The Rock, l'arbitre trouvait une paire de poing américain que The Rock avait placé dans le calçon de Shamrock. | 10:52 |
| 3                                                          | The Legion Of Doom (Hawk et Animal) battent The New Age Outlaws (c) (Road Dogg et Billy Gunn) par disqualification | Tag team match pour le WWF Tag Team Championship | - NAO étaient disqualifiés après que le Road Dogg ait frappé Animal avec une chaise alors que celui-ci faisait le tombé sur Gunn. | 7:57  |
| 4                                                          | Steve Austin a remporté le Royal Rumble 1998                                                                       | Royal Rumble match                               | - Les deux derniers participants étaient Steve Austin et The Rock. Steve Austin remportait le Royal Rumble après avoir infligé au Rock un Stone Cold Stunner et l'avoir éliminé. - Mick Foley participait au Royal Rumble sous ses trois personnages: Mankind, Dude Love, et Cactus Jack. | 55:25 |
| 5                                                          | Shawn Michaels (c) (avec Triple H et Chyna) bat The Undertaker                                                     | Casket match pour le WWF Championship            | - Michaels l'emportait quand Kane chokeslammait Undertaker dans le cercueil qu'il refermait. - Pendant le match, Michaels se prenait un back body à l'extérieur, projettant son dos contre le cercueil lui causant deux disques endommagés dont un complètement détruit, l'amenant à quatre années d'absence en tant que catcheur actif à la WWF. - Pendant le match, The New Age Outlaws et Los Boricuas intervenaient et attaquaient The Undertaker. - Après le match, Kane et Paul Bearer enfermaient le cercueil avec l'Undertaker à l'intérieur. Ils jetaient du gazole dessus et y mettaient le feu. | 20:30 |
| (c) désigne le champion défendant son titre dans le match. | |                                                  | |       |

## Entrées et éliminations du Royal Rumble
Un nouvel arrivant arrivait environ toutes les 90 secondes.
| #Entrée | Entrant                              | #Élimination | Éliminé par                                                  | Temps |
| ------- | ------------------------------------ | ------------ | ------------------------------------------------------------ | ----- |
| 1       | Cactus Jack                          | 2            | Chainsaw Charlie                                             | 9:21  |
| 2       | Chainsaw Charlie                     | 6            | Mankind                                                      | 25:19 |
| 3       | Tom Brandi                           | 1            | Cactus Jack et Chainsaw Charlie                              | 0:12  |
| 4       | The Rock                             | 29           | Steve Austin                                                 | 51:32 |
| 5       | Mosh                                 | 3            | Kurrgan                                                      | 13:09 |
| 6       | Phineas Godwinn                      | 13           | Mark Henry                                                   | 28:48 |
| 7       | 8-Ball                               | 15           | Steve Austin                                                 | 30:43 |
| 8       | Blackjack Bradshaw                   | 16           | Dude Love                                                    | 35:45 |
| 9       | Owen Hart                            | 10           | Frappé par Jeff Jarrett avant son entrée sur le ring         | 2:00  |
| 10      | Steve Blackman                       | 4            | Kurrgan                                                      | 5:58  |
| 11      | D'Lo Brown                           | 17           | Faarooq                                                      | 32:21 |
| 12      | Kurrgan                              | 5            | 8-Ball, Phinneas Godwinn, Blackjack Bradshaw et Ken Shamrock | 3:38  |
| 13      | Marc Mero                            | 14           | Steve Austin                                                 | 19:38 |
| 14      | Ken Shamrock                         | 9            | The Rock                                                     | 9:15  |
| 15      | Thrasher                             | 19           | Steve Austin                                                 | 28:08 |
| 16      | Mankind                              | 7            | The Artist Formerly Known As Goldust                         | 2:07  |
| 17      | The Artist Formerly Known As Goldust | 24           | Chainz                                                       | 26:01 |
| 18      | Jeff Jarrett                         | 8            | Owen Hart                                                    | 1:05  |
| 19      | The Honky Tonk Man                   | 18           | Vader                                                        | 19:55 |
| 20      | Ahmed Johnson                        | 12           | Mark Henry et D'Lo Brown                                     | 3:18  |
| 21      | Mark Henry                           | 26           | Faarooq                                                      | 19:07 |
| 22      | Skull                                | -            | Absent à la suite d'une blessure avant le match              | 0:00  |
| 23      | Kama Mustafa                         | 20           | Steve Austin                                                 | 13:58 |
| 24      | Steve Austin                         | -            | Vainqueur                                                    | 15:58 |
| 25      | Henry Godwinn                        | 23           | Dude Love                                                    | 11:32 |
| 26      | Savio Vega                           | 21           | Steve Austin                                                 | 9:29  |
| 27      | Faarooq                              | 28           | The Rock                                                     | 12:03 |
| 28      | Dude Love                            | 27           | Faarooq                                                      | 7:53  |
| 29      | Chainz                               | 25           | Steve Austin                                                 | 4:56  |
| 30      | Vader                                | 22           | The Artist Formerly Known As Goldust                         | 2:15  |

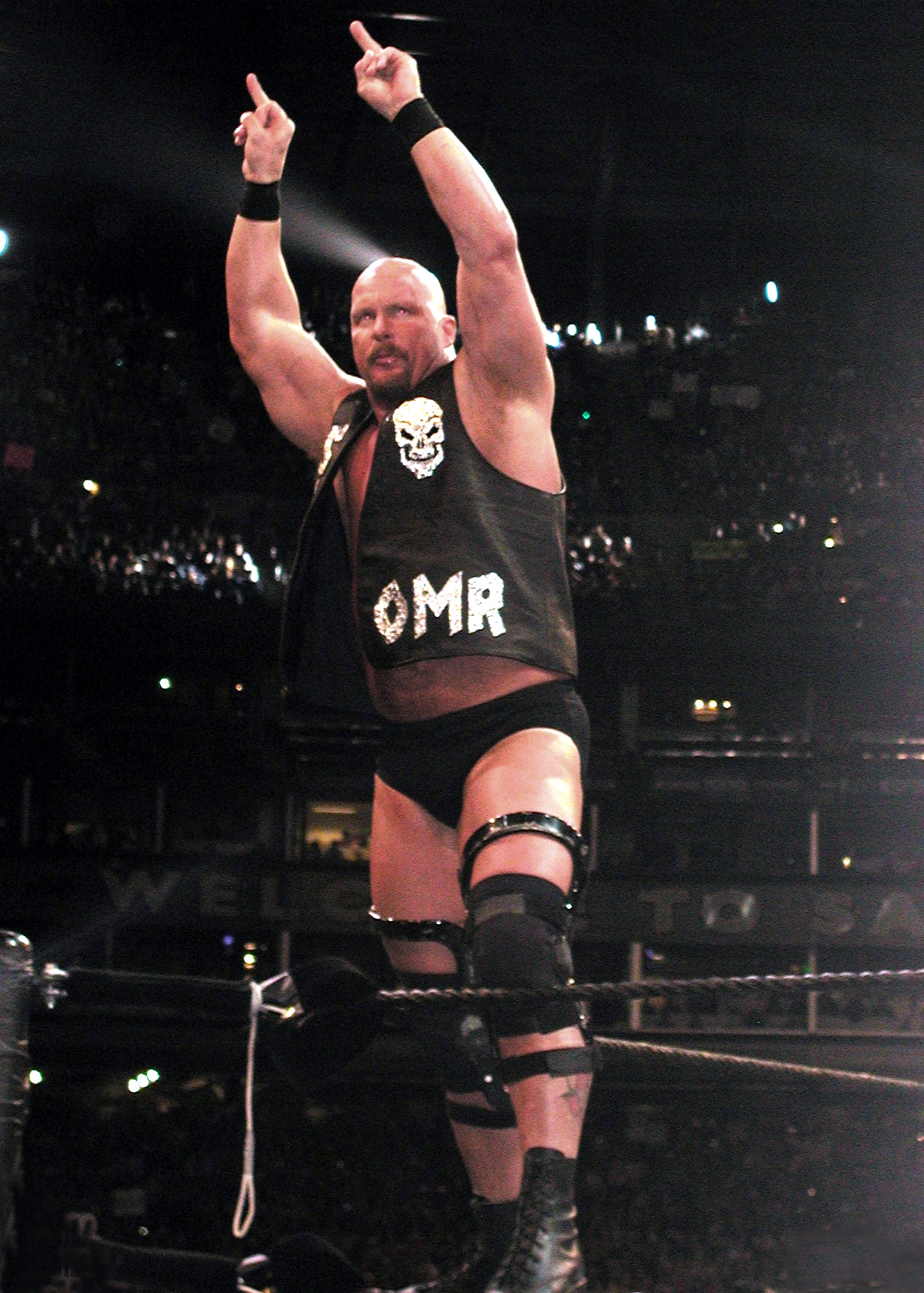
Steve Austin, vainqueur du Royal Rumble.

- The Rock est resté le plus longtemps sur le ring avec 51 minutes et 32 secondes.
- Mick Foley a établi un record:il est entré 3 fois sur le ring:1 fois en Cactus Jack(entrée n°1),1 fois en Mankind(entrée n°16)et 1 fois en Dude Love(entrée n°28).
- Tom Brandi est resté le moins longtemps sur le ring avec 12 secondes.